# 신키요스역
신키요스역(일본어: 新清洲駅)은 일본 아이치현 기요스시에 위치한 나고야 철도 나고야 본선의 철도역이다. 역 번호는 NH 44이며, 섬식 승강장 2면 4선의 구조를 갖춘 지상역이다.

## 타는 곳
| 1 | ■ 나고야 본선 | 하행 | 고노미야 · 이치노미야 · 기후 방면                  | 대피선 |
| 2 | ■ 나고야 본선 | 하행 | 고노미야 · 이치노미야 · 기후 방면                  | 본선   |
| 3 | ■ 나고야 본선 | 상행 | 스카구치 · 나고야 · 히가시오카자키 · 도요하시 방면 | 본선   |
| 4 | ■ 나고야 본선 | 상행 | 스카구치 · 나고야 · 히가시오카자키 · 도요하시 방면 | 대피선 |

## 이용 현황
- 2013년 기준 : 7,854명

## 역 주변
- 기요스 시청 기요스 청사
- JR 도카이 도카이도 본선 기요스역

## 인접 역
| 나고야 철도 나고야 본선        | 나고야 철도 나고야 본선 | 나고야 철도 나고야 본선          |
| ------------------------------ | ----------------------- | -------------------------------- |
| NH 42 스카구치 도요하시 방면   | □ 쾌속 급행 · ■ 급행    | 고노미야 NH 47 메이테쓰기후 방면 |
| NH 42 스카구치 도요하시 방면   | ■ 준특급                | 오사토 NH 45 메이테쓰기후 방면   |
| NH 43 마루노우치 도요하시 방면 | ■ 보통                  | 오사토 NH 45 메이테쓰기후 방면   |